# 제47회 미국 감독 조합상
제47회 미국 감독 조합상은 1994년 뛰어난 활동을 보인 영화 감독을 기리기 위해 1995년 3월에 열린 시상식이다. 뉴욕, Marriott Marquis Hotel에서 개최되었다.

## 수상 및 후보

### 감독상(영화부문)
- 포레스트 검프 - 로버트 제멕키스 수상

### 감독상(다큐멘터리부문)
- 후프 드림스 - 스티브 제임스 수상

### 감독상(광고부문)
- 마이클 베이 수상

### 공로상
- 제임스 아이버리 수상

### 명예상
- 쉘든 레너드 수상

### 로버트 B. 알드리치 상
- Max A. Schindler 수상

### 프랑크 카프라 상
- Peter A. Runfolo 수상

### 프랭크린 J. 샤프너 상
- Larry Carl 수상